# Rollhockey-Bundesliga 2021-2022
La Rollhockey-Bundesliga 2021-2022 è stata la 90ª edizione del torneo di primo livello del campionato tedesco di hockey su pista; è stato disputato tra il 18 settembre 2021 e il 7 maggio 2022.
A vincere il titolo è stato il Germania Herringen al suo sesto titolo.

## Stagione

### Formula
La Rollhockey-Bundesliga 2021-2022 vede ai nastri di partenza sei club; la manifestazione è organizzata con un girone all'italiana, con gare di andata e ritorno ed un ulteriore girone di andata per un totale di quindici giornate: sono assegnati tre punti per l'incontro vinto, due per la vittoria ai tiri di rigore, uno per la sconfitta ai tiri di rigore, zero per la sconfitta. Al termine della stagione regolare sono stai disputati i play-off tra le prime quattro squadre classificate; la vincitrice è stata proclamata campione di Germania.

## Classifica finale
|                     | Pos. | Squadra            | Pt | G  | V  | VR | PR | P  | GF | GS | DR  |
| ------------------- | ---- | ------------------ | -- | -- | -- | -- | -- | -- | -- | -- | --- |
| Germania (bandiera) | 1.   | Germania Herringen | 33 | 15 | 10 | 1  | 1  | 3  | 98 | 45 | +53 |
|                     | 2.   | Walsum             | 31 | 15 | 9  | 2  | 0  | 4  | 76 | 54 | +22 |
|                     | 3.   | Cronenberg         | 31 | 15 | 10 | 0  | 1  | 4  | 65 | 56 | +9  |
| [ 1 ]               | 4.   | Remscheid          | 21 | 15 | 6  | 1  | 1  | 7  | 71 | 69 | +2  |
|                     | 5.   | Düsseldorf Nord    | 11 | 15 | 3  | 0  | 2  | 10 | 43 | 76 | -33 |
|                     | 6.   | Darmstadt          | 8  | 15 | 2  | 1  | 0  | 12 | 43 | 96 | -53 |

Legenda:
  Partecipa ai play-off.
  Vincitore della Coppa di Germania 2021-2022.
      Campione di Germania e ammessa alla WSE Champions League 2022-2023.
      Ammesse alla Coppa WSE 2022-2023.
Note:
Tre punti a vittoria, due per la vittoria ai tiri di rigore, uno per la sconfitta ai tiri di rigore, zero a sconfitta.

## Play-off
|  | Semifinali         | Semifinali         | Semifinali | Semifinali | Semifinali |  |  | Finale             | Finale             | Finale             | Finale | Finale |  |
|  |                    |                    |            |            |            |  |  |                    |                    |                    |        |        |  |
|  | Germania Herringen | Germania Herringen | 4          | 7          | 4          |  |  |                    |                    |                    |        |        |  |
|  | Remscheid          | Remscheid          | 8          | 1          | 3          |  |  | Germania Herringen | Germania Herringen | Germania Herringen | 2(3)   | 6      |  |
|  | Walsum             | Walsum             | 9          | 4          | 1          |  |  | Cronenberg         | Cronenberg         | Cronenberg         | 2(2)   | 4      |  |
|  | Cronenberg         | Cronenberg         | 1          | 5          | 3          |  |  |                    |                    |                    |        |        |  |